# Tangkahan Durian
Tangkahan Durian is een bestuurslaag in het regentschap Langkat van de provincie Noord-Sumatra, Indonesië. Tangkahan Durian telt 4349 inwoners (volkstelling 2010).